# Berg bei Rohrbach
Berg bei Rohrbach est une ancienne commune autrichienne du district de Rohrbach en Haute-Autriche.
Associée à l'ancienne commune de Rohrbach in Oberösterreich, elles forment aujourd'hui la municipalité nouvelle de Rohrbach-Berg.